# Champion Motors Tower
La Champion Motors Tower es un rascacielos de 40 pisos ubicado en la calle 'Sheshet Hayamim' en la ciudad de Bnei Brak, en el distrito de Tel Aviv, en Israel. La torre tiene 160 metros de altura (525 ft) y cuando se inauguró en 2013 era el quinto edificio más alto de Eretz Israel. El edificio es parte del centro de negocios de Bnei Brak. La torre es popularmente conocida como «los edificios abrazados», debido a la apariencia visual externa del edificio.

## Características e historia
El sitio en el que se construyó la torre era antiguamente un estacionamiento de automóviles propiedad de la empresa 'Champion Motors', un importador israelí de automóviles como Audi, Volkswagen, Seat y Skoda. En 2009, la actividad de la empresa se trasladó a otras sedes y se estableció un nuevo centro de servicios en la ciudad de Petaj Tikva. En un principio se pensó en construir una torre de 16 pisos para 'Champion Motors', pero más tarde, en 2011, casi un año después de iniciada la construcción, se cambió el diseño por el de una torre de 40 pisos.
La superficie construida del proyecto incluye unos 50.000 metros cuadrados construidos en varias plantas sobre un terreno de unos 8.000 metros cuadrados. En el subsuelo hay cinco plantas de estacionamiento y a nivel de la calle se encuentran las salas de exposición de los coches Audi, Volkswagen, Seat y Skoda. El resto del edificio se utiliza para oficinas.
En 2011, durante la construcción del edificio, la compañía de seguros Migdal compró una participación de un tercio de la torre por 70 millones de nuevos séquels y se convirtió en socio en la financiación de la construcción.
El edificio sufrió daños menores y fue evacuado durante el terremoto de Turquía-Siria de 2023.